# Staatsbad Brückenau

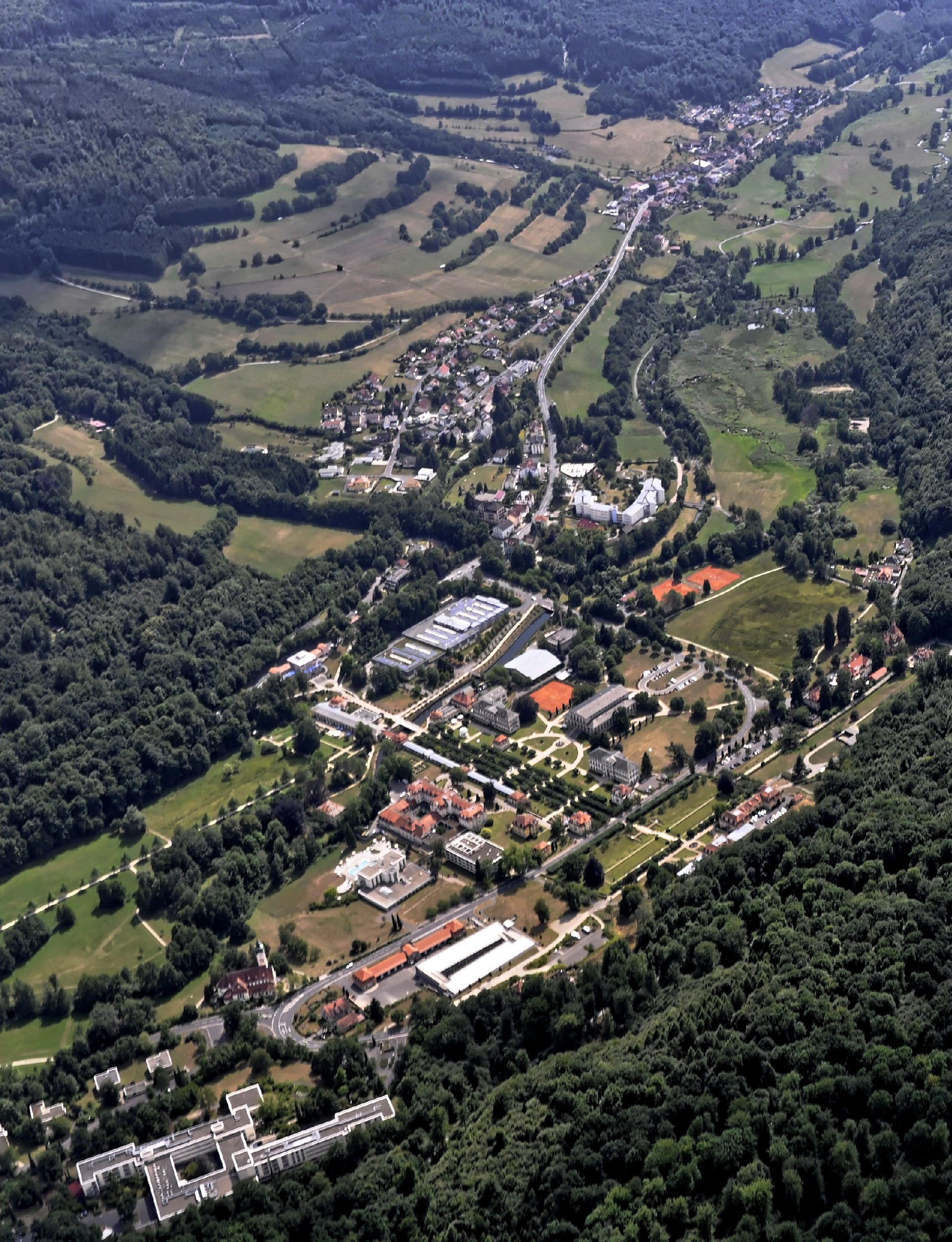
Luftbild

Staatsbad Brückenau ist ein Gemeindeteil der Stadt Bad Brückenau im unterfränkischen Landkreis Bad Kissingen in Bayern.
Das Staatsbad liegt im Tal der Sinn, in den westlichen Ausläufern der Kuppenrhön.
Der Ort besteht aus dem Bayerischen Staatsbad Bad Brückenau, einem Staatsbad im Eigenbetrieb des Freistaats Bayern nach Art. 26 der Bayerischen Haushaltsordnung. Die Staatliche Kurverwaltung führt als Dienstleistungsunternehmen die Kernaufgaben des Kurgeschehens, insbesondere den Betrieb und die Pflege der Kuranlagen, die Heilquellenbewirtschaftung und die Lieferung an Privatunternehmen, das Anbieten eines Veranstaltungsprogramms in Kooperation mit privaten Veranstaltern, die Erhebung der Kurtaxe sowie das Immobilienmanagement der umfangreichen, historischen Liegenschaften des Freistaates Bayern aus. Die Kurdirektorin ist Andrea Schallenkammer.

## Geographie und Klima
Über die A 7 (Kassel–Würzburg) ist Staatsbad Brückenau von Norden über die Anschlussstelle Bad Brückenau/Volkers, von Süden über die Anschlussstelle Bad Brückenau/Wildflecken erreichbar, von Frankfurt (A 66) über die Anschlussstellen Schlüchtern-Süd und -Nord.
Die Bayerische Rhön hat ein mildes Reizklima, mit einem hohen, vom waldreichen Naturpark begünstigten Luftaustausch.

## Geschichte

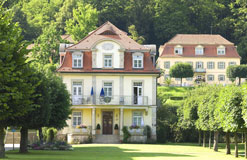
Villa Schwan

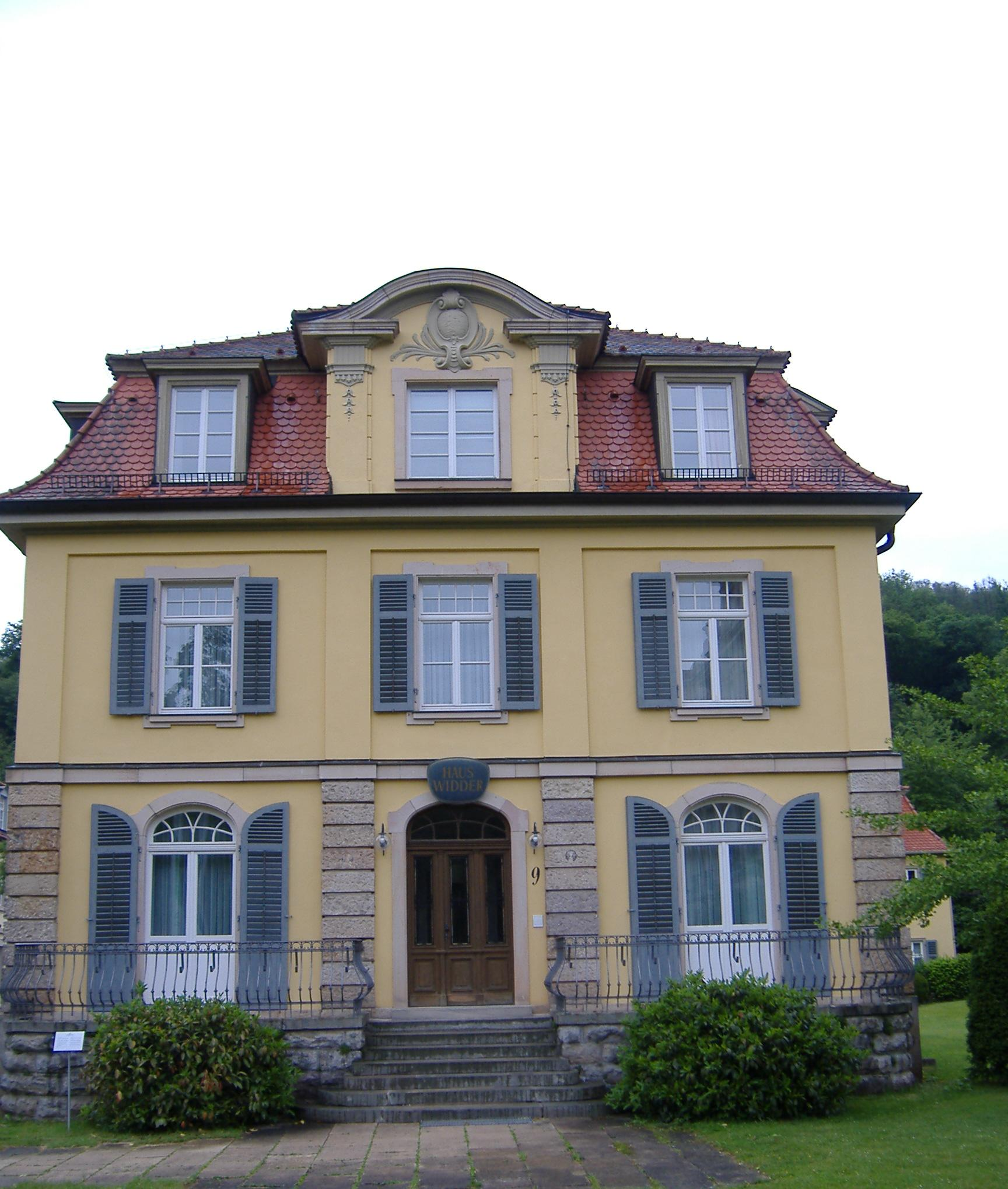
Villa Widder

Ursächlich für die Entstehung des Staatsbades bzw. staatlichen Mineralbades Bad Brückenau ist die Vielzahl an Heilquellen, die am Südwestfuß der Rhön liegen. Die älteste Erwähnung einer Mineralquelle in der Gegend stammt aus dem Jahr 1674. Die „Wieder“-Entdeckung und Fassung fiel in die Regierungszeit des Fuldaer Fürstabtes Amandus von Buseck (1737–1757), ab 1752 Fürstbischof. Der Fürstabt hielt sich im Sommer 1747 in seiner Sommerresidenz Römershag auf, als sein Leibarzt Johann Burkard Schlereth bei einem Spaziergang westlich der Stadt Brückenau von einem Schäfer auf eine Quelle aufmerksam gemacht wurde, deren Wasser einen wundersamen Geschmack hatte. Der Leibarzt meldete die Entdeckung seinem Herrn, der die Quelle, die heutige König-Ludwig-I.-Quelle, sofort erschließen und den Ort als Bad ausbauen ließ. Zur Werbung verfasste Leibarzt Schlereth schon 1749 eine „Kurtze Beschreibung Des ohnweit Brückenau im Hochstifft Fulda Neu erfundenen Gesundheits Brunnen“.
Erste Kurgebäude wurden errichtet: Je drei pavillonartige, zweigeschossige Wohnhäuser mit Mansarddächern wurden zu beiden Seiten einer aus vier Baumreihen bestehenden, von Norden nach Süden verlaufenden Allee gebaut. Am Nordende dieser Kurpromenade lag auf einer Anhöhe ein Querbau. Die Bauten erhielten die Namen Hirsch, Widder, Schwan bzw. Lamm, Biber und Löwe, der Querbau und spätere Fürstenbau hieß Ross. Ein Kuppelbau auf acht Säulen an der Südostseite der Allee überdacht die Quelle. Diese Anlage war 1749 fertiggestellt worden. Einen weiteren Ausbau der Anlage verhinderte zunächst der Siebenjährige Krieg (1756–1763). Das Land litt unter Truppendurchzügen, Einquartierungen, Kontributionen und Plünderungen. Das Hochstift Fulda war hart am Rande des Ruins. Trotzdem erlebte das Bad in der Regierungszeit des Fürstbischofs Heinrich von Bibra (1759–1788) ab 1764 wesentliche Impulse. Ein erstes Badehaus wurde 1779 erbaut – bis dahin wurden alle Bäder in Holzbadewannen in den Zimmern der Gäste verabreicht. Am Ende der Regierungszeit des Heinrich von Bibra war die bauliche und gärtnerische Ausgestaltung der Anlage zunächst abgeschlossen.

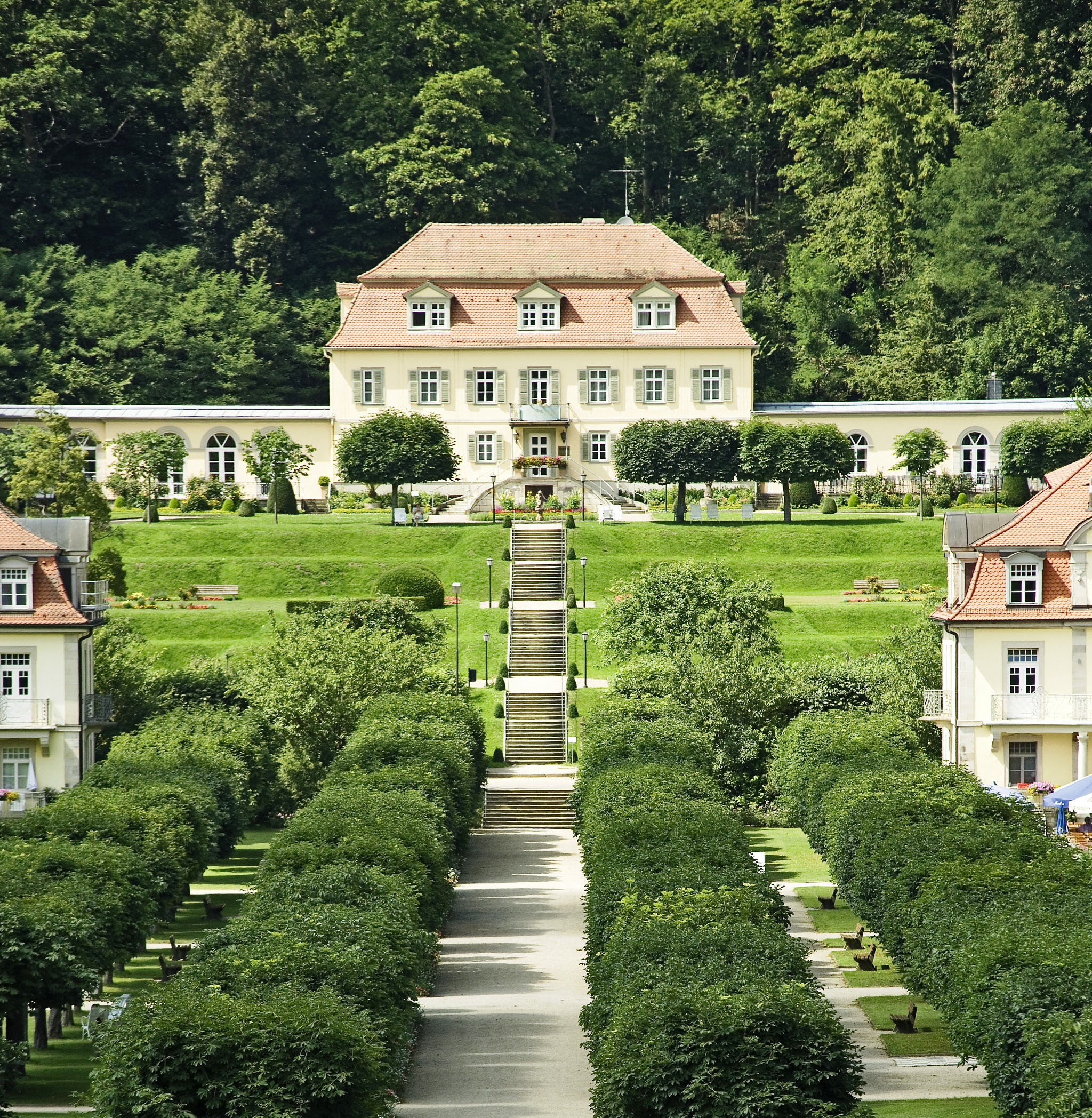
Blick auf den Fürstenhof

Die französischen Revolutionskriege brachten für die Entwicklung des Bades einen regelrechten Absturz. Es musste verpachtet werden, litt unter Truppendurchzügen und Plünderungen – die Besucherzahl ging zurück. 1796 fanden sich gerade 127 Gäste zur Kur ein. 1810 wurde Fulda dem Großherzogtum Frankfurt zugeschlagen, 1816 fiel Brückenau an Bayern, womit die eigentliche Blütezeit begann. König Ludwig I. (1786–1868) entdeckte die Liebe zum Bad und hielt sich in dem Bad zwischen 1818 und 1862 insgesamt 26 Mal auf. Der Sohn König Maximilians I. wurde im Jahr 1825 mit 39 Jahren bayerischer Monarch. In manchem Sommer wurde Bayern vom Brückenauer Fürstenhof aus regiert. Der König machte Brückenau zum Kleinod unter den bayerischen Kurorten. 
Hier kam es im Jahr 1847 auch zur Begegnung von Ludwig I. und der Irin Eliza Gilbert alias Lola Montez. Die Tänzerin und Hochstaplerin Lola wohnte in einer Villa unterhalb des Fürstenhofes, im Löwen. Der 62-Jährige Ludwig verlor nicht zuletzt wegen Lola Montez im Jahr 1848 die Krone. Die Affäre erschütterte damals die bayerische Monarchie in ihren Grundfesten und hätte die Wittelsbacher beinahe um den Thron gebracht.
Die Spuren des berühmtesten Gastes, König Ludwig I. von Bayern, sind bis heute allgegenwärtig. Seine imposanten, historischen Gebäude reihen sich in der eleganten, barocken Parkanlage aneinander und sind lebendige Kulisse und Aktionsbühne zugleich.

### Badeärzte
Melchior Adam Weikard, 1742–1803

Melchior Adam Weikard wurde 1764 zum Physikus des Amtes Brückenau berufen und damit Badearzt des Staatsbades. In Römershag, einem Bad Brückenauer Ortsteil, als Sohn eines dort ansässigen Gastwirts geboren, ist sein Geburtshaus auch heute noch als Gastwirtschaft erhalten. Weikard verfasste mehrere Brunnen- und Einladungsschriften „zur Kur in Bad Brückenau“. 1784 wurde er als Hofarzt der russischen Zarin Katharina II. an den Zarenhof in St. Petersburg berufen. Weikard kehrte nach Bad Brückenau zurück und starb dort im Juli 1803.
Dr. Felix Schlagintweit, 1868–1950

Felix Schlagintweit war eine international anerkannten Kapazität auf dem Gebiet der Urologie. Seine Berufung zum Badearzt war ein Glücksfall für den Kurort. Seine Fachbücher und Fachzeitschriften, die in aller Welt gelesen und beachtet wurden, verhalfen Bad Brückenau als Heilbad für Erkrankungen der Nieren und der Blase zu Weltruhm. Während Schlagintweit in Bad Brückenau praktizierte, besuchten Könige und Kaiser den Ort. Zu seinen berühmtesten Patienten gehörte Kaiserin Elisabeth von Österreich, die 1898 eine 4-wöchige Kur in Bad Brückenau verbrachte. Felix Schlagintweit verstarb 1950 und wurde in Frauenchiemsee begraben. Seine Witwe vermachte vor ihrem Tod 1959 einen Teil ihres Vermögens dem Freistaat Bayern.
Konrad Anton Zwierlein, 1755–1825

Zwierlein hatte in Fulda und Heidelberg studiert und trat mit großem Engagement die Nachfolge seines Vorgängers Melchior Adam Weikards als Badearzt in Bad Brückenau an. Großes Aufsehen erregte Zwierlein mit seiner Idee, eine neue Damenmode speziell für die Kur einzuführen. Als Badearzt wünschte er sich eine schlichtere Kleidung, als sie der damaligen Zeit entsprach – eine Bad-Uniform.
Zu diesem Zweck berief er 1792 einen Damenkongress nach Bad Brückenau ein. Ob die damals entworfene Bad-Uniform auch produziert wurde, ist bisher nicht nachzuweisen. Heute ist ein nachgeschneidertes Modell im Museum der Stadt Bad Brückenau zu sehen.

## Sehenswürdigkeiten

### Schlosspark

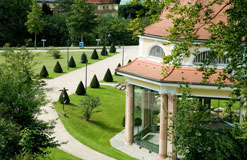
Gartenanlage

1747 entwarf der Tessiner Andrea Gallasini, Hofarchitekt der Fürstäbte von Fulda, eine streng symmetrisch angeordnete Gartenanlage, deren Hauptmerkmal die Mittelachse war, die sich bis heute quer durch das Staatsbad erstreckt.
Im Wandel der Zeit sind Ergänzungen an dem Gebäude-Ensemble erfolgt, insbesondere von König Ludwig I. Damit waren auch Vergrößerungen der Gartenanlage verbunden. Die barocke Gartenanlage wurde teilweise in einen englischen Garten umgewandelt. Trotz vieler wechselnder Gartentrends blieb die Struktur bis heute erhalten und ist bestimmend für die Parkanlage. Im Kontrast zur urwüchsigen Natur der umliegenden Wiesen und Wälder gibt sie dem Ensemble einen besonderen Reiz.
Die heutigen Anpflanzungen orientieren sich in Neuanlage und Pflege an der Struktur des historischen Vorbilds. Die Kastanien der Allee werden streng kastenförmig geschnitten, auch der Laubengang aus Linden unterhalb des Fürstenhofs entspricht den historischen Vorgaben. Im Park sind alte und seltene Bäume zu sehen, darunter eine „tausendjährige Eiche“ mit sieben Metern Umfang, sowie der Ginkgo-Baum, die Gurkenmagnolie und die „eichenblättrige Hainbuche“ (eine Mutation). Im 1992 erstellten Baumkataster sind rund 60 Baumarten aufgelistet.

### Profanbauten
Kursaalgebäude

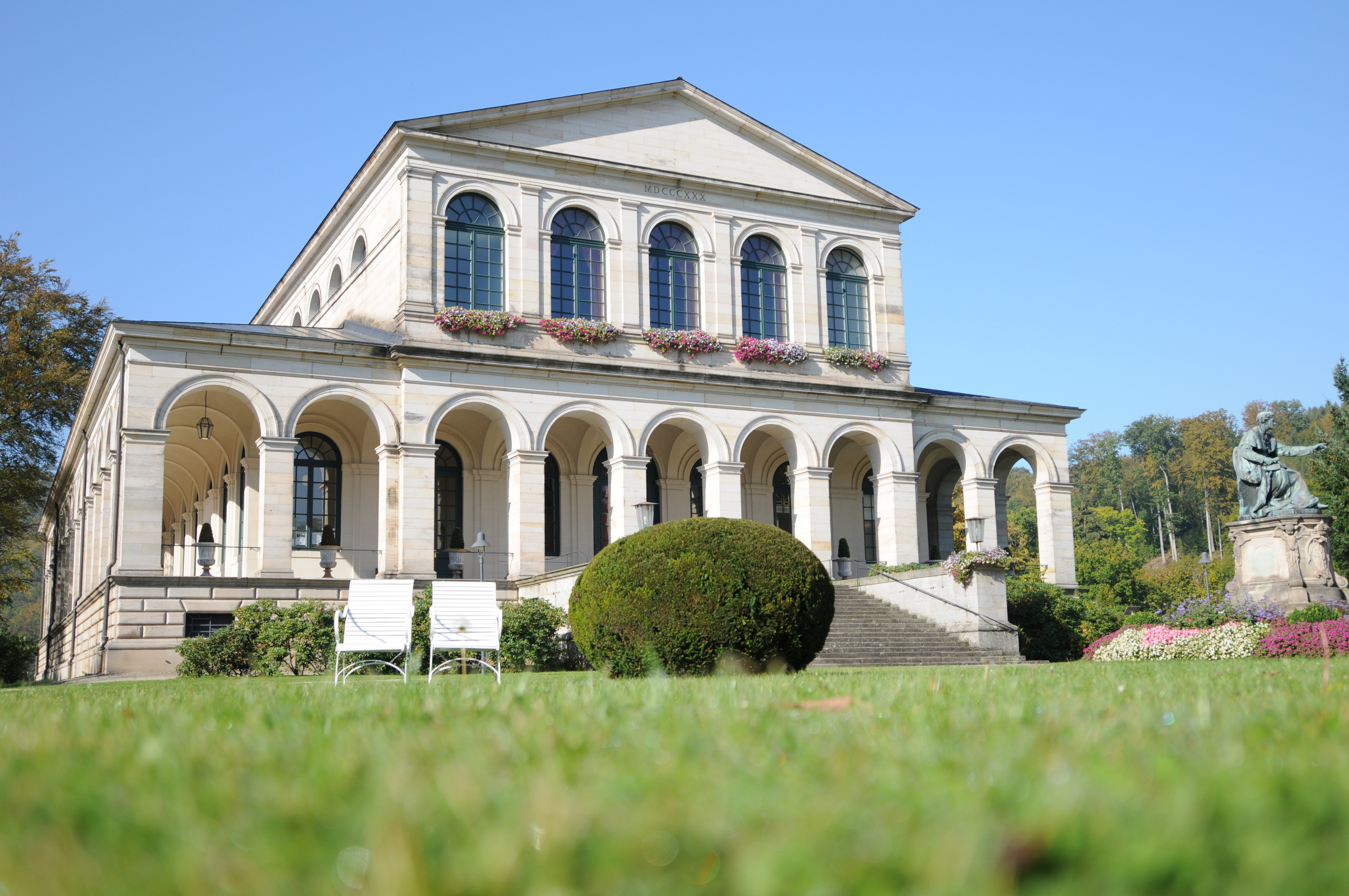
Kursaalgebäude im Staatsbad

Der klassizistische Saalbau mit Arkadenumgang wurde im Auftrag von König Ludwig I. nach Plänen von Johann Gottfried Gutensohn (1792–1851) errichtet. Die Grundsteinlegung fand am Geburtstag des Königs am 25. August 1827 im Rahmen einer glanzvollen Feier mit Fackelzug und 700 geladenen Gästen statt. Im Juli 1833 wurde das Gebäude in Anwesenheit des Hofes eingeweiht. Sowohl der König-Ludwig-I.-Saal als auch der Lola-Montez-Saal und die Königsloge sind mit Deckenmalereien im Stil der italienischen Renaissance versehen, ausgeführt von den Münchner Malern Ludwig Höger und Jakob Hochbrand. Heute finden hier Tanzveranstaltungen und Galas, Bälle, Konzerte, Theateraufführungen sowie Vorträge statt.

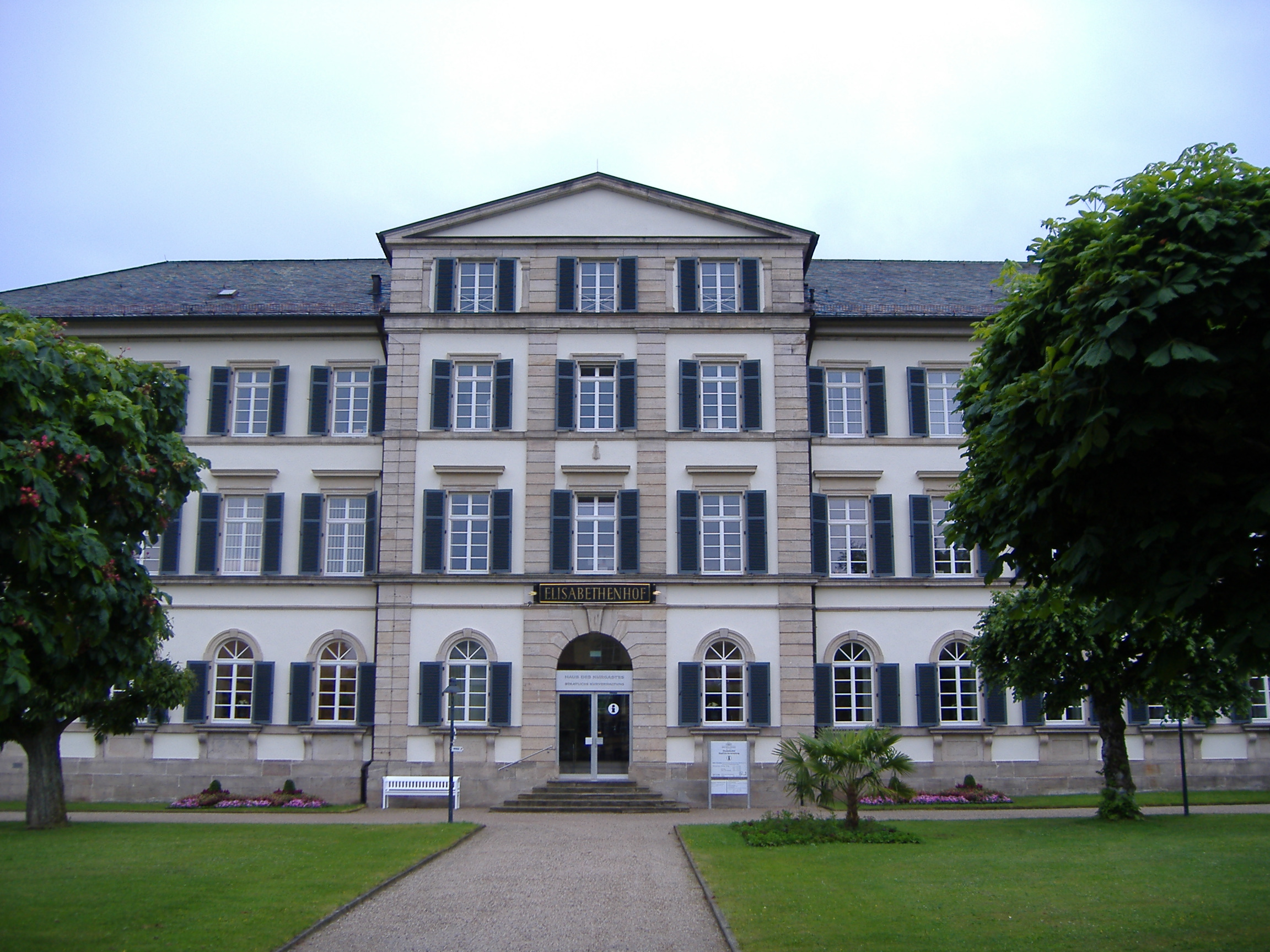
Elisabethenhof

Das 1894 im klassizistischen Stil errichtete Gebäude ist nach der Kaiserin Elisabeth von Österreich (Sissi) benannt, die 1898 vier Wochen hier wohnte. Der Bau wurde als Pendant zum heutigen Badhotel in gleicher Bauart errichtet und diente ursprünglich als Logierhaus mit 48 Zimmern. Der Badearzt Dr. Felix Schlagintweit hatte hier seine urologische Praxis eingerichtet und führte um die Jahrhundertwende bereits erfolgreich Nieren- und Blasenoperationen durch, assistiert von Dr. Pettenkofer aus München. In dem Gebäude befinden sich heute die Büroräume der Staatlichen Kurverwaltung mit Gäste-Information, Gäste-Lounge, aber auch eine Badearztpraxis.
Schlosshotel Fürstenhof

Im Auftrag des Fürstbischofs Heinrich von Bibra wurde der Fürstenhof 1775 errichtet. König Ludwig I. von Bayern weilte 26 Mal im Fürstenhof. Dabei führte er von Bad Brückenau aus seine Regierungsgeschäfte. 1823 ließ er, damals noch Kronprinz, den linken Flügel nach Plänen von Johann Gottfried Gutensohn (1792–1851) anbauen. Dieser wurde 1979 abgerissen und originalgetreu wieder aufgebaut und der Fürstenhof von Grund auf saniert. Heute ist hier eine Klinik etabliert.
Parkhotel

Das Gebäude wurde 1899–1901 nach den Plänen des Münchner Architekten Max Littmann (1862–1931) im Jugendstil errichtet. In den letzten Jahren wurde das Hotel mehrfach saniert und zu einem Hotel umgebaut. 2002 wurde das Vital Spa als exklusiver Wellnessbereich mit Physiotherapie und weiteren zahlreichen Angeboten angebaut.

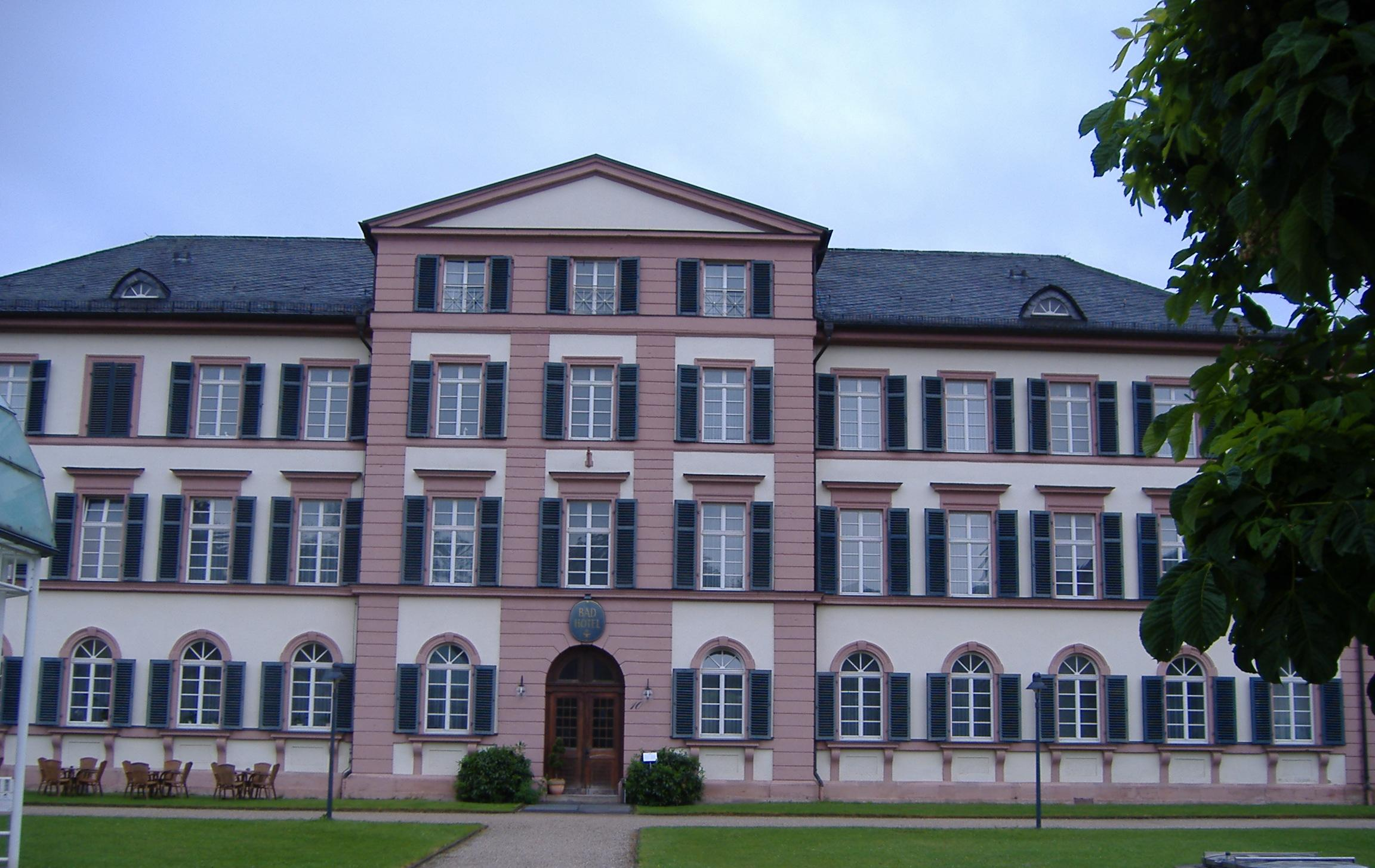
Badhotel

Das Badhotel wurde im Auftrag von König Ludwig I. im Jahr 1823 nach den Plänen des Architekten Leo von Klenze (1784–1864) als Badbau errichtet. Das an das Badhotel angegliederte so genannte „Alte Badehaus“ ist 1901 nach den Plänen des Münchner Hofbaurates Eugen Drollinger entstanden.
Bellevue

Das Bellevue ist 1819 als erster Bau in der Ludwigszeit entstanden. Am südlichen Anstieg der Talsenke gegenüber dem heutigen Fürstenhof wurde es auf gleicher Höhe als Abschluss der Gesamtanlage gebaut. Es ist ein klassizistisches Gebäude im toskanischen Stil nach Plänen von Baurat Bernhard Morelli. Eingerichtet wurde das Bellevue als Gästehaus von Ludwig I., der damals noch Kronprinz war. Der Keller diente zur Lagerung von Lebensmitteln für die Badegäste.
Remise

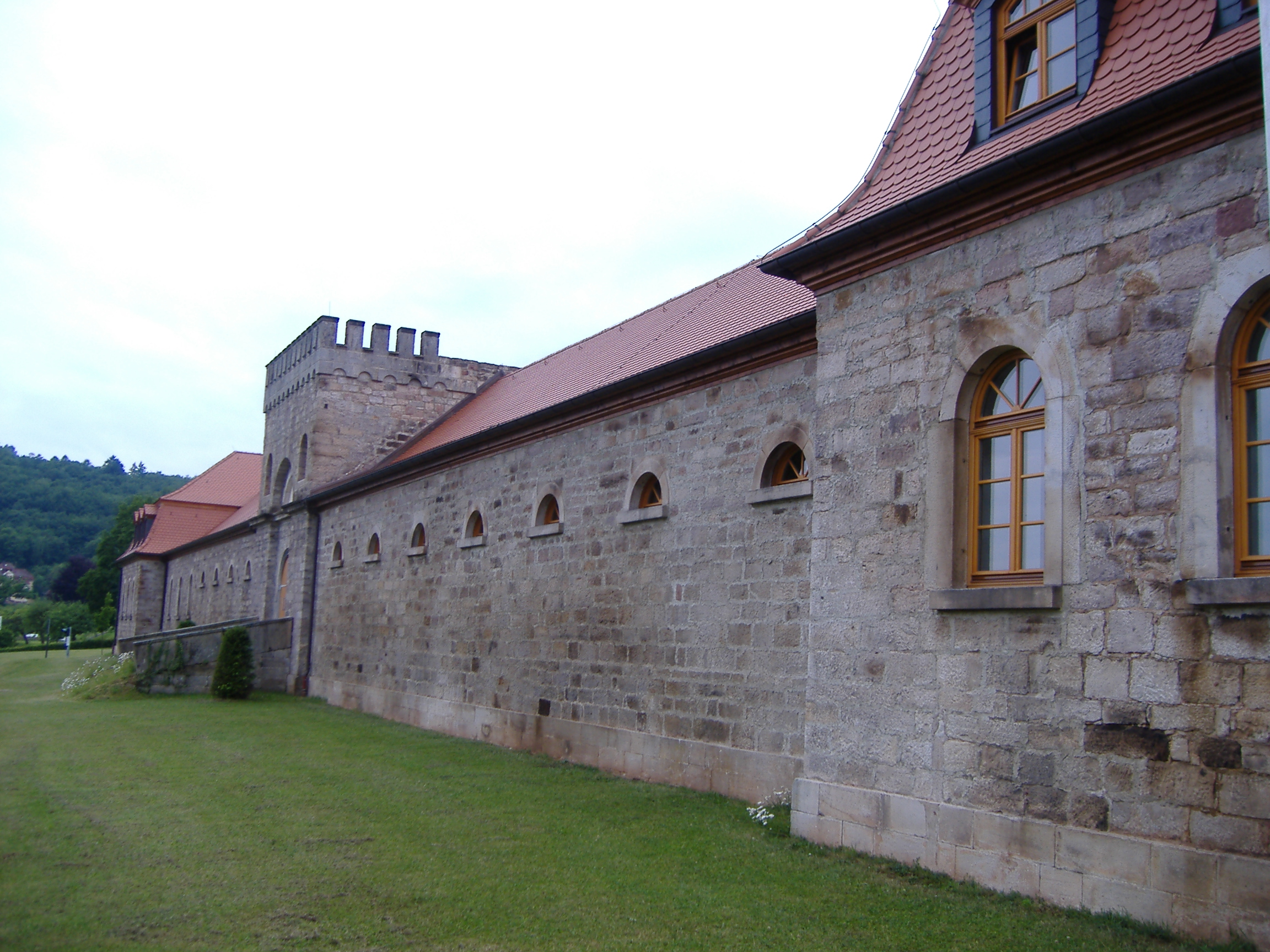
Ehemalige Remise

Der lang gestreckte Bau wurde 1827 als Remisen- und Stallgebäude errichtet. Ludwig I. schaltete sich in die Planung des Gebäudes ein, verwarf Pläne der Staatlichen Verwaltung der königlichen Schlösser und Gärten und beauftragte den Oberbaurat Johann Nepomuk Pertsch (1780–1835) mit der Planung. Das Schema der unter Denkmalschutz stehenden Anlage geht auf geschlossene barocke Konzeptionen von Vierflügelhöfen zurück und weist Anklänge der Revolutionsarchitektur auf. Im Jahre 2008 wurde das Remisengebäude generalsaniert. Es beherbergt heute die Staatliche Kurgärtnerei mit Betriebshof.
Wernarzer Quellentempel

Die Wernarzer Quelle wurde im Jahr 1749 von Dr. Österreicher, dem Stadtphysikus von Hammelburg, aus einem Felsen erbohrt und 1767 mit dem Kostenaufwand von 476 Gulden sachgerecht gefasst.
Der heutige Quellentempel wurde 1911 im Rahmen der Erweiterung der früheren Wandelhalle von Hofbaurat Eugen Drollinger erbaut, da das alte Gebäude von 1828 baufällig war. Der Brunnenbau ist achteckig angelegt, acht Säulenpaare tragen die Kuppel mit Glockendach. Malereien in der Kuppel, Fensterverglasungen und der Schmuck an der Außenfassade zeigen Jugendstilelemente. Heute ist der Quellentempel in die Wandelhalle integriert.
Haus Hirsch

Der barocke Pavillonbau mit Mansarddach wurde 1747 errichtet. Er ist als einziges Gebäude im Staatsbad aus der Gründungszeit des Bades an seinem Originalstandort erhalten. Schöpfer der Bauanlage der fuldischen Zeit, der sechs Pavillons mit den Tiernamen Hirsch, Widder, Schwan, Biber, Löwe und Lamm, war der Bauinspektor Andreas Gallasini aus Fulda, ein maßgeblicher Architekt der Barockzeit.
Villa Schwan

Das Haus wurde 1906 nach Plänen des Münchner Hofbaurats Eugen Drollinger im Villenbau des Jugendstils als Gästehaus errichtet. Im Jahr 1989 wurde das Gebäude von Grund auf renoviert, heute ist die Jugendstil-Villa verpachtet.

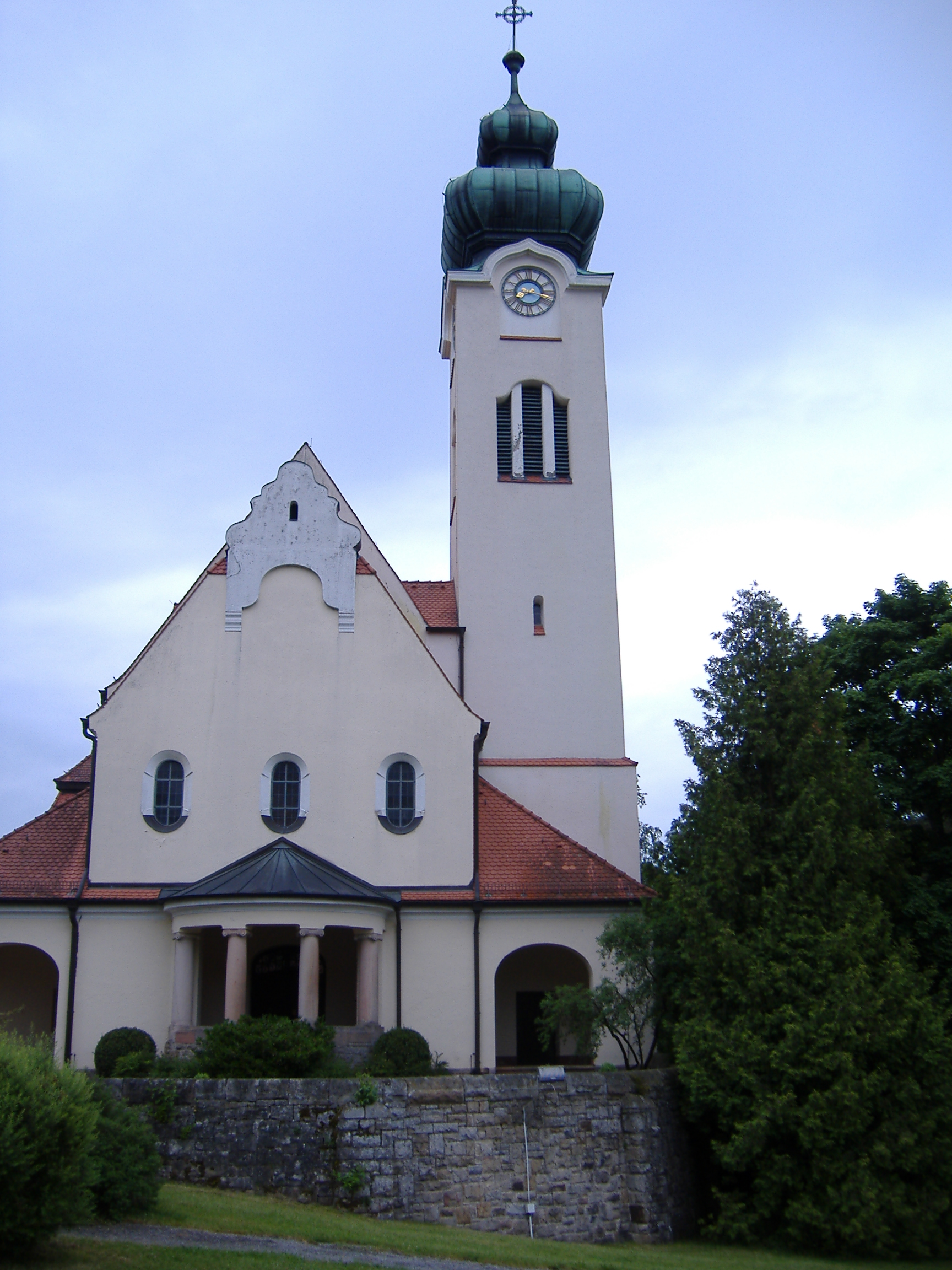
Marienkirche

### Kirchen

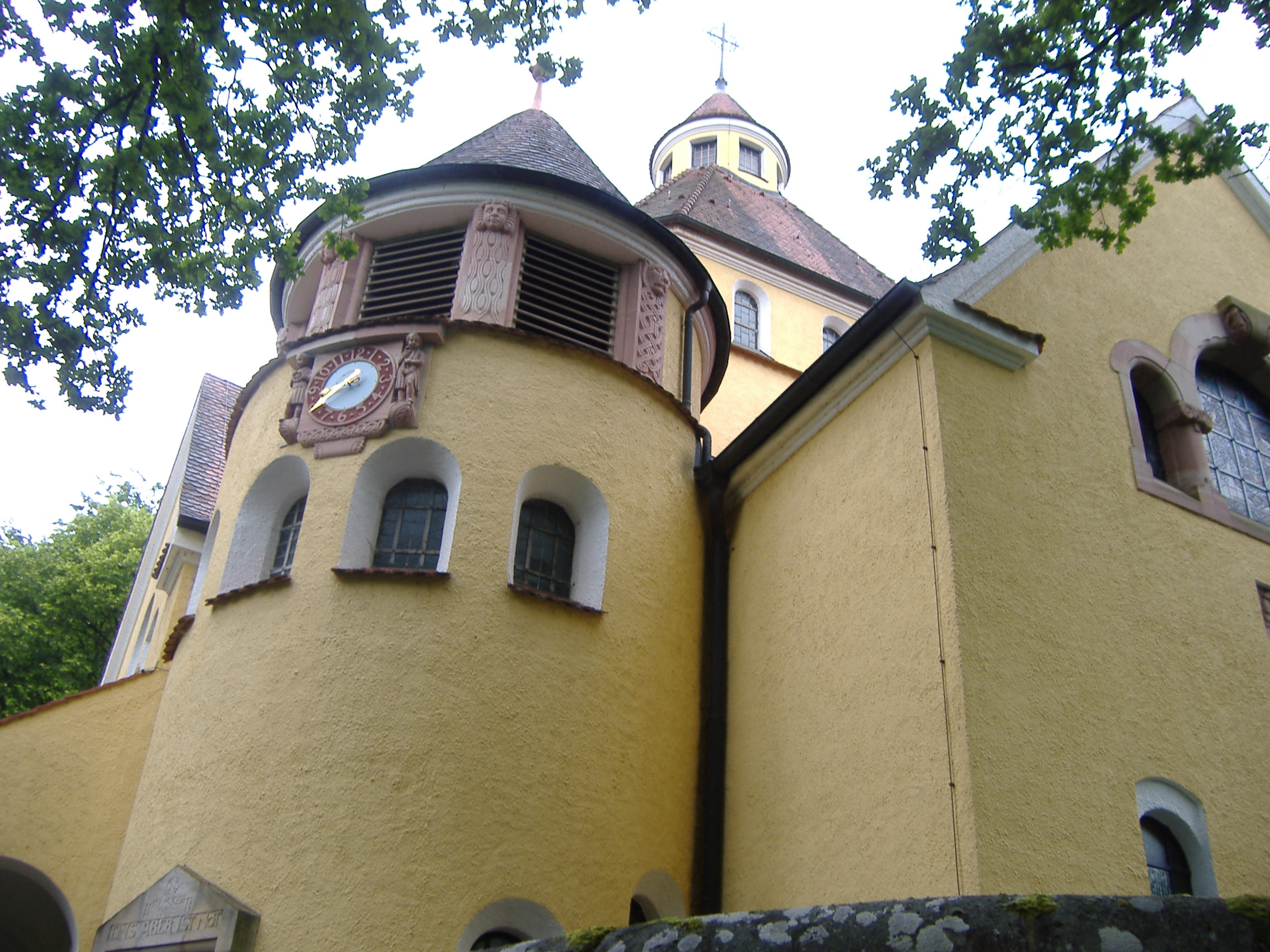
Christuskirche

Im Ortsteil befinden sich zwei 1908 eingeweihte Kirchen im Eigentum des Freistaats Bayern: Die Christuskirche ist eine evangelisch-lutherische Kirche. Architektur und Ausgestaltung entsprechen dem Jugendstil. Die Katholische Marienkirche ist nach Entwürfen des Hofbaurats Eugen Drollinger entstanden. Mit ihrem Zwiebelturm erinnert der sakrale Bau an katholische Kirchen im südbayerischen Raum. Der Kircheninnenraum ist im „barockisierenden Jugendstil“ gestaltet.

### Weitere Sehenswürdigkeiten
Deutsches Fahrradmuseum

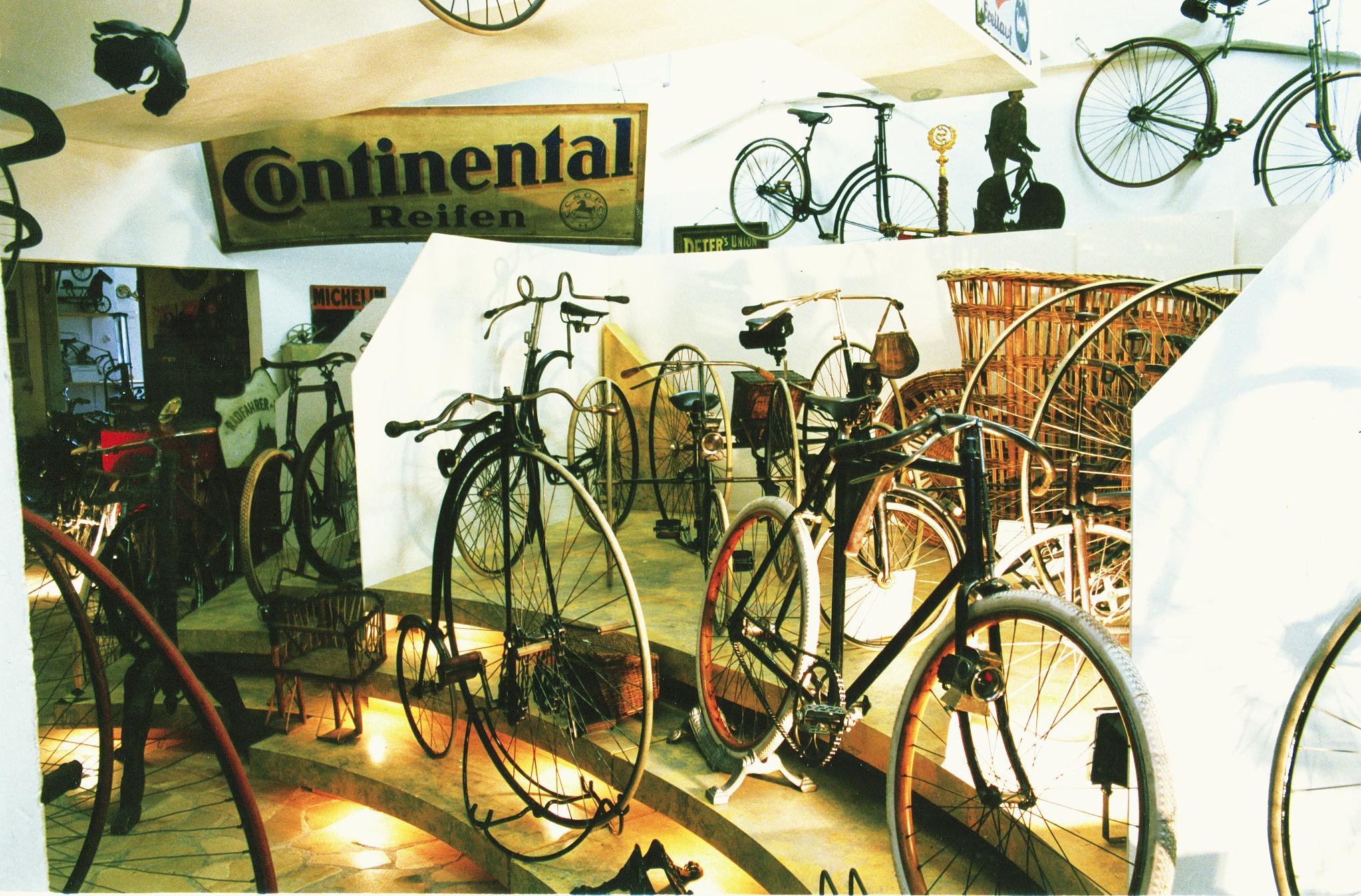
Im Fahrradmuseum

Im Mai 2004 wurde das Deutsche Fahrradmuseum eröffnet. In einem repräsentativen Jugendstilgebäude, der „Villa Füglein“, wird die umfassendste deutsche Sammlung historischer Fahrräder mit 230 Fahrzeugen auf zwei Etagen ausgestellt. Neben der Entwicklungsgeschichte des Fahrrads werden folgende Themen dargestellt: Rennsport, muskelbetriebene Kinderfahrzeuge, Fahrradmotorisierung, Militärräder, Reklame, Fahrradzubehör, Vereinswesen, Firmengeschichte und das Thema „Kunst und Fahrrad“. Drei Dioramen, ein Fahrradladen, eine Werkstatt sowie ein Vereinsraum ergänzen das Museum.

## Heilquellen
König Ludwig I.-Quelle

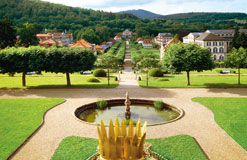
Ensemble

Dieses Heilwasser zeichnet sich durch seine mineralische Ausgewogenheit, durch nicht messbare Mengen an Nitrat und Nitrit sowie durch den im Vergleich zu Natrium höheren Kaliumgehalt aus. Die Stahlquelle, erstmals 1747 erfasst und 1965 auf 300 Meter Tiefe gebohrt, hat eine sehr große Schüttung. Das feinperlige, kohlensäurehaltige Wasser hat einen hohen und sehr gut resorbierbaren Gehalt an Eisen, Calcium und Magnesium. Bei Bädern entfaltet es eine mechanische, thermische und chemische Wirkung.
Anwendungen: Blutarmut, Herz- und Kreislaufleiden, Durchblutungsstörungen, vegetative Störungen
Die Wernarzer Quelle

Der äußerst geringe Gehalt an Kochsalz und Natrium und die geringe Menge fester mineralischer Bestandteile machen die Wernarzer Quelle bei Nieren- und Blasenerkrankungen zu einem besonderen Heilwasser. Die anerkannte Heilquelle, seit 1747 bekannt, kommt aus 60 Metern Tiefe und hat eine Temperatur von 10 °C. Der fast kochsalz- und natriumfreier Säuerling mit Kohlensäure ist sehr arm an freien mineralischen Bestandteilen.
Anwendungen: Entzündungen der Nieren und ableitenden Harnwege, Nierensteinleiden, Blasen- und Harnsteinleiden
Die Sinnberger Quelle

Das weiche und wohlschmeckende Heilwasser hat eine erhöhte Mineralisation und viel natürliche Kohlensäure. Die anerkannte Heilquelle ist seit 1749 bekannt und kommt aus 50 Metern Tiefe. Sie ist ein der Wernarzer Quelle sehr ähnlicher Säuerling mit reichlich Kohlensäure, erhöhter Mineralisation und geringem Natriumgehalt.
Anwendungen: Ableitende Harnwege, Nierenfunktionsstörungen, positive Wirkungen auf die Mund- und Bronchialschleimhaut
Die Lola-Montez-Quelle

Das Heilwasser aus dieser Quelle enthält viele Mineralien und Spurenelemente. Sie soll das Hautbild sowie positive Zahn-, Haar- und Nageleigenschaften unterstützen.
Anwendungen: Störungen des Harnsäure-Stoffwechsels (z. B. Gicht), unterstützende Behandlung bei Diabetes, Magen-, Darm-, Leber- und Gallenerkrankungen, vorbeugend arterieller Verschlusskrankheiten und eingeschränkter Funktionsfähigkeit, ableitende Harnwege und Erkrankungen der Nieren und Blase.
Die Bad Brückenauer Vitalquelle

Das Quellwasser hat einen hohen Kohlensäuregehalt und enthält eine Vielzahl von Spurenelementen, der Geschmack ist säuerlich und mineralisch.
Anwendungen: Erhöhter Harnsäurespiegel im Blut, unterstützende Behandlung bei Magen-, Darm-, Leber- und Gallenerkrankungen, Diabetes, bei Durchblutungsstörung auch vorbeugend arterieller Verschlusskrankheiten und eingeschränkter Funktionsfähigkeit, ableitende Harnwege und Erkrankungen der Nieren und Blase.